# Morion
El cuarzo morion es una variedad de cuarzo ahumado con tonalidades de marrón oscuro a negro opaco resultado de la irradiación natural o artificial del cuarzo rocoso que contiene aluminio. Es una piedra semipreciosa muy apreciada en el apartado científico por sus propiedades de contención eléctrica, así como en el ámbito médico para el montaje de diferentes herramientas laser.